# Équipe de France de basket-ball en 1942
‌
L'Équipe de France de basket-ball en 1942.

## Les matches

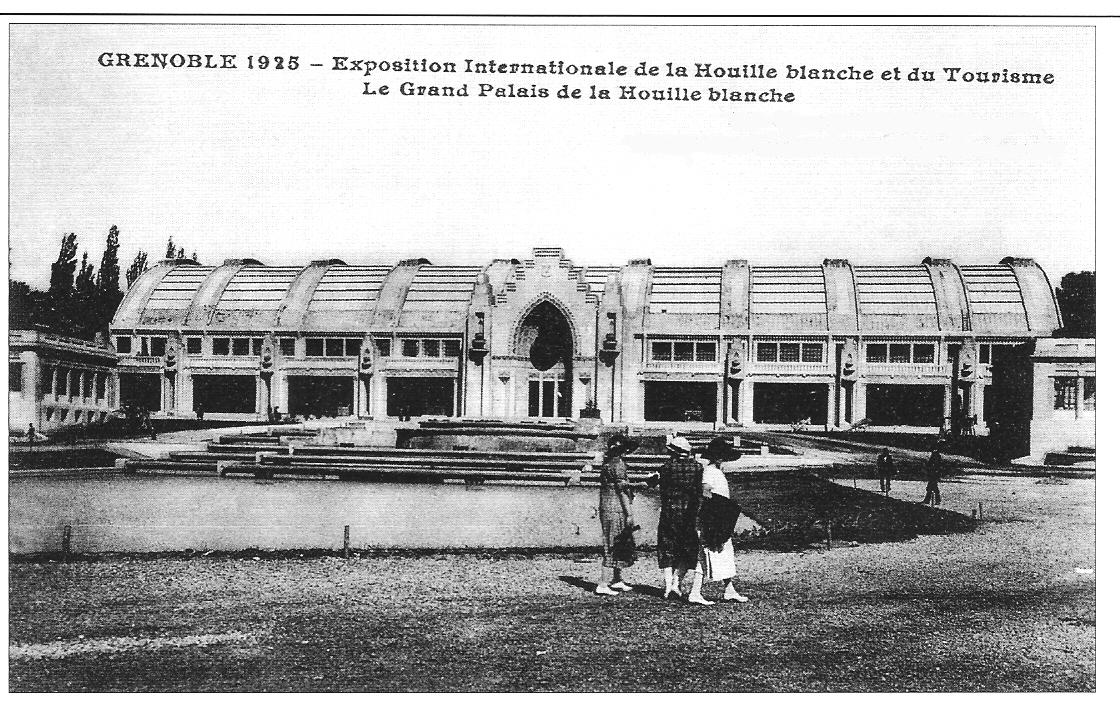
Le Palais de la houille blanche à Grenoble.

| Date          | Lieu                                   | Adversaire | Score   | Compétition | Meilleurs marqueurs (France) |
| 26 avril 1942 | Palais de la houille blanche, Grenoble | Suisse     | V 24-16 | A           |                              |

D : défaite, V : victoire
A : Amical

## L'équipe
- Sélectionneur :
- Assistants :

| Poste | Joueur             | Nombre matchs | Nombre points | Club(s) 1942 |
| -     | Robert Busnel      | 1             | -             | FC Grenoble  |
| -     | Wladimir Fabrikant | 1             | -             | BBC Russe    |
| -     | René Goalard       | 1             | -             | US Métro     |
| -     | Henri Hell         | 1             | -             | AS Cannes    |
| -     | Jean Jeammes       | 1             | -             | ASCO         |
| -     | Henri Lesmayoux    | 1             | -             | Championnet  |
| -     | Robert Mas         | 1             | -             | RC de France |
| -     | Maurice Mertz      | 1             | -             | E. Lorient   |
| -     | Étienne Roland     | 1             | -             | US Métro     |
| -     | André Tartary      | 1             | -             | US Métro     |

### Sources
- CD-rom : 1926-2003 Tous les matchs des équipes de France édité par la FFBB.